# Deutsches Leitlinien-Bewertungsinstrument

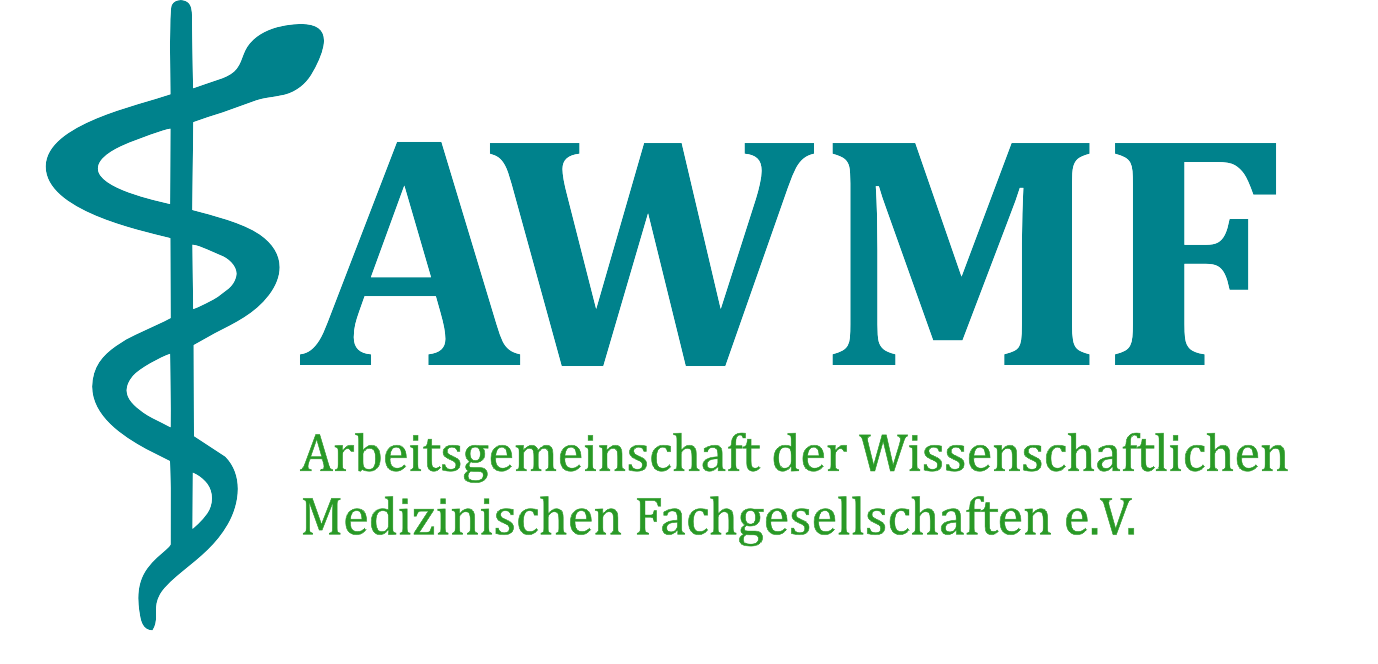

Das Deutsche Leitlinien-Bewertungsinstrument (DELBI) ist ein von der Arbeitsgemeinschaft der Wissenschaftlichen Medizinischen Fachgesellschaften und dem Ärztlichen Zentrum für Qualität in der Medizin- als Teil des ÄZQ-Leitlinienprogramms - entwickeltes Verfahren, um die methodische Qualität von medizinischen Leitlinien zu überprüfen und zu bewerten. DELBI wurde zwischen 2003 und 2005 entwickelt und anschließend in einem Pilotversuch getestet. Dabei wurde DELBI in acht unterschiedliche Domänen unterteilt.

## Entwicklung
Das Deutsche Leitlinien-Bewertungsinstrument wurde im Zeitraum von 2003 bis 2005 in Kooperation zwischen dem Ärztlichen Zentrum für Qualität in der Medizin, der Arbeitsgemeinschaft der Wissenschaftlichen Medizinischen Fachgesellschaften e.V., sowie weiteren verschiedenen Partnern aus den Bereichen Versorgungspraxis, Gesundheitsverwaltung und der Wissenschaft entwickelt.

## Einsatzgebiete
Das Deutsche Leitlinien-Bewertungsinstrument wurde dafür konzipiert, medizinische Leitlinien zu bewerten. Dabei kann man DELBI in folgenden Situationen nutzen:
Einerseits kann DELBI angewandt werden um neue Leitlinien zu entwickeln sowie auch als Instrument zur Selbsteinschätzung, um damit sicherzustellen, dass die neu entwickelten Leitlinien auch den internationalen Standards entsprechen. Des Weiteren lässt sich DELBI auch einsetzten, um Leitlinienempfehlungen vor einer Umsetzung zu bewerten. Auch in Fortbildungen kann DELBI genutzt werden um zum Beispiel medizinischem Personal und Ärzten die kritische Bewertung von Situationen zu erleichtern. Zudem kann DELBI eine Entscheidungshilfe sein wenn es darum geht, welche Leitlinien praktisch umgesetzt werden. Allgemein kann DELBI für die Bewertung neuer Leitlinien, bereits bestehender Leitlinien und auch zur Aktualisierung bestehender Leitlinien des Gesundheitswesens genutzt werden.

## Domänen
DELBI umfasst acht sogenannte Domänen mit insgesamt 34 Fragen. Dabei bestehen für jede Frage vier Antwortmöglichkeiten mit den Zahlen eins(trifft überhaupt nicht zu) bis vier(trifft uneingeschränkt zu). Während bei der Veröffentlichung von DELBI im Jahr 2005 ein Umfang von sieben sogenannten Domänen hatte, wurden diese im Jahr 2007 um eine achte Domäne ergänzt.

### Domäne 1: Geltungsbereich und Zweck
Die erste Domäne befasst sich mit dem Gesamtziel einer Leitlinie, wobei die erste Domäne die medizinischen Probleme und Fragen sowie die Patientenzielgruppe behandelt. Dabei gibt es in der Domäne Geltungsbereich und Zweck die folgenden drei Kriterien: Zum einen wird beurteilt, ob die zu bewertende Leitlinie differenziert beschrieben ist. Des Weiteren analysiert man ob in der Leitlinie die behandelten medizinischen Fragen und Probleme differenziert beschrieben sind. Außerdem fließt die Eindeutigkeit der Patienten für welche die zu bewertende Leitlinie gelten soll in der ersten Domäne mit ein.

### Domäne 2: Beteiligung von Interessengruppen
Die zweite Domäne befasst sich mit dem Maß, mit welchem die Leitlinie die Sicht der betroffenen Patienten und Anwender verkörpert. Dabei umfasst die zweite Domäne die folgenden vier Kriterien: Es wird analysiert ob die Entwicklergruppe der zu bewertenden Leitlinie die Mitglieder aller relevanten Berufsgruppen in die Leitlinie eingeschlossen haben. Zudem wird beurteilt ob und inwieweit die Präferenzen und Ansichten der Patienten ermittelt wurden. Des Weiteren wird analysiert ob die Anwenderzielgruppe der Leitlinie definiert wurde. Schließlich befasst sich die zweite Domäne auch noch damit ob die zu bewertende Leitlinie von Mitgliedern der Anwenderzielgruppe im Rahmen einer Pilotstudie getestet wurde.

### Domäne 3: Methodologische Exaktheit der Leitlinien-Entwicklung
Die dritte Domäne befasst sich mit dem Verfahren, mit welchem die Daten gesammelt und schließlich ausgewertet wurden. Zudem befasst sich die dritte Domäne auch mit den Methoden, mit welchen die Empfehlungen verfasst wurden. Die dritte Domäne umfasst dabei die folgenden Bewertungskriterien: Zum einen befasst sich die dritte Domäne damit, ob bei der Suche nach der Evidenz für die Leitlinie systematische Methoden angewandt wurden. Zweitens wird überprüft ob die Auswahlkriterien der Evidenz für die zu bewertende Leitlinie klar beschrieben sind. Des Weiteren wird analysiert ob die Methoden zur Formulierung der Empfehlungen klar beschrieben wurden. Außerdem wird geprüft, inwieweit bei der Empfehlungsformulierung die Risiken und Nebenwirkungen sowie der gesundheitliche Nutzen berücksichtigt wurden. Außerdem analysiert man in welchem Maße die Verbindung zwischen der Evidenz und den Empfehlungen explizit dargestellt sind. Zudem prüft man ob vor der Veröffentlichung eine Begutachtung durch externe Experten der zu bewertende Leitlinie stattgefunden hat. Schließlich wird in der dritten Domäne noch geschaut, ob ein Aktualisierungsverfahren für die zu bewertende Leitlinie angegeben ist.

### Domäne 4: Klarheit und Gestaltung
Die vierte Domäne befasst sich mit dem Format sowie mit der Verständlichkeit der zu bewertenden Leitlinie. Dabei umfasst die vierte Domäne die folgenden Bewertungskriterien: Zum einen wird geprüft, ob die in der zu bewertenden Leitlinie genannten Empfehlungen eindeutig sowie auch spezifisch sind. Des Weiteren wird auch analysiert ob eine Darstellung der verschiedenen Handlungsoptionen für das Versorgungsproblem erfolgte. Außerdem wird bewertet, ob die Schlüsselempfehlungen der zu bewertenden Leitlinie einfach zu identifizieren sind. Schließlich überprüft man noch, ob Materialien oder Instrumente vorhanden sind, welche die Anwendung der zu bewertenden Leitlinie unterstützen.

### Domäne 5: Anwendbarkeit
Die fünfte Domäne bezieht sich auf die möglichen Auswirkungen der Leitlinienanwendung in Bezug auf die Organisation, das Verhalten sowie die Kosten. Die fünfte Domäne befasst sich daher mit folgenden drei Kriterien: Zum einen befasst sich die fünfte Domäne damit, ob die Anwendung der Empfehlung in medizinischen Einrichtungen oder auf struktureller Ebene zu kompliziert ist und dies somit die Umsetzung der Leitlinie verhindert oder erschwert. Zweitens werden auch die finanziellen Auswirkungen bzw. der Ressourcenverbrauch diskutiert, die einer neuen Empfehlung folgen würden und der Kosten-Nutzen abgewogen. Zuletzt bestimmt die fünfte Domäne Messgrößen, mit welchen der Nutzen der Empfehlung bestimmt werden kann. So wird die Anwendung der Leitlinien in der Praxis überprüft, sowie die Auswirkungen auf die individuellen Therapieerfolge der Patienten und die direkte Auswirkung auf die, von den Leitlinien betroffenen Patienten, analysiert.

### Domäne 6: Redaktionelle Unabhängigkeit
Die sechste Domäne beschäftigt sich mit der Unabhängigkeit der Empfehlungen als auch mit der Offenlegung möglicher Interessenskonflikte auf Seiten der Entwicklergruppe der betreffenden Leitlinie. Die sechste Domäne befasst sich mit zwei Punkten: Es muss jede Unterstützung und Finanzierung der Leitliniengruppe, welche von externen Quellen kommt, explizit benannt werden und auch dargelegt werden, dass es dadurch zu keinerlei Beeinflussung von Leitlinien durch eben diese externen Quellen gekommen ist.
Außerdem sollte der Interessenkonflikt, welchen es in einer Leitlinien-Entwicklergruppe um eine neue Leitlinie gibt, dargelegt werden, beispielsweise in einem Leitlinien-Report.

### Domäne 7: Anwendbarkeit im deutschen Gesundheitssystem
Die siebte Domäne befasst sich mit den zusätzlichen Qualitätskriterien der Leitlinie, welche im deutschen Gesundheitssystem ihren potentiellen Einsatzort findet. Die siebte Domäne befasst sich mit folgenden sechs Kriterien: Zum einen befasst sich die siebte Domäne damit, welche medizinischen Bereiche die Leitlinie durch ihre spezifischen Bereiche und Ziele betrifft und abdeckt. Weiter wird in der Leitlinie genannt welche Maßnahmen notwendig und sinnvoll sind und welche überflüssig sind. Eine Leitlinie sollte außerdem nachvollziehbar dargestellt werden, etwa indem ein eindeutig formuliertes Problem einer klinischen Situation verständlich beantwortet wird. Ein weiterer Punkt, mit dem sich die siebte Domäne befasst, besteht darin, dass bei Veröffentlichung einer neuen Leitlinie auf möglichsten vielen Wegen auf diese neue Leitlinie hingewiesen wird und dass man auf möglichst vielen Wegen die Leitlinie einsehen kann. Außerdem befasst sich die siebte Domäne mit Konzepten, mit denen man neue Leitlinien am besten in die bestehenden medizinischen Strukturen integrieren kann, sodass die Patienten schnell etwas von der neuen Leitlinie haben zum Beispiel durch Fortbildung der Ärzte und des medizinischen Personals. Abschließend wird in der siebten Domäne die Offenlegung des methodischen Vorgehens der Leitlinien-Autorengruppe geregelt. So sollte nachvollziehbar in einem Leitlinienreport geschildert werden, warum eine Empfehlung abgelehnt oder in die Leitlinien aufgenommen wurde.

### Domäne 8: Methodologische Exaktheit der Leitlinien-Entwicklung bei Verwendung existierender Leitlinien
Die achte Domäne befasst sich mit dem Verfahren, mit welchem existierende Leitlinien bewertet, gesammelt und bei Erstellung einer neuen Leitlinie miteingebracht werden. Die achte Domäne befasst sich mit fünf Punkten. Erstens sollte die Suche nach Leitlinien systematisch und transparent stattfinden sowie eine Suchstrategie detailliert beschrieben werden, wie vorhandene Leitlinien gefunden werden können. Zweitens sollte dargelegt werden warum eine bestimmte Leitlinie eine Quellleitlinie ist, welche als Evidendzquelle verwendet wird. Wenn eine neue Empfehlung aus einer Quellleitlinie abgeleitet wird, sollte die Qualität der Quellleitlinie überprüft werden. Außerdem wird in der achten Domäne auch darauf eingegangen, dass Quellleitlinien, welche nicht mehr aktuell sind, aktualisiert werden sollten, sodass wieder eine Evidenz für die Quellleitlinie vorliegt. Zuletzt regelt die achte Domäne, dass bei der Erstellung einer neuen Leitlinie, welche eine bereits bestehende Leitlinie verwendet, eine klare Kennzeichnung benötigt, inwieweit die neue Empfehlung der bestehenden Empfehlung entspricht und begründet werden, warum man etwas an der Quellleitlinie geändert oder beibehalten hat.

## Wirksamkeit und Qualität
Das Angaben des Ärztlichen Zentrums für Qualität in der Medizin sieht es als belegt an, dass der Nutzen und die Wirksamkeit von Leitlinien stark von der Qualität der Leitlinie abhängt. Daher werden die Qualitätskriterien, welche ein qualitativ hochwertige Leitlinie erfüllen soll, international einheitlich definiert. Zudem sei es wissenschaftlich belegt, dass gute Leitlinien die Qualität der Ergebnisse und Prozesse im Gesundheitswesen positiv beeinflussen.